# 北九州市ルネッサンス構想
北九州市ルネッサンス構想（きたきゅうしゅうしルネッサンスこうそう）は、福岡県北九州市が市制施行および政令指定都市移行25周年を迎えた1988年（昭和63年）に策定した都市計画。1987年（昭和62年）に3代目市長に就任した末吉興一が中心となり、翌年12月に策定。2006年（平成18年）を最終目標とした（部門別計画の目標年次）。「水辺と緑とふれあいの“国際テクノロジー都市”へ」を基調テーマとした都市再生計画である。
磯村英一東京都立大学教授（当時）の「多核都市論」に基き、旧5市の均衡発展を目指してきた従前の政策から、当構想により小倉駅（北緯33度53分12.3秒 東経130度52分57.6秒 / 北緯33.886750度 東経130.882667度）を中心とした小倉都心（小倉北区）と、黒崎駅（北緯33度52分0.6秒 東経130度45分58秒 / 北緯33.866833度 東経130.76611度）を中心とした黒崎副都心（八幡西区）の両極を中心とした「集中型都市」へと大規模に政策転換したことで知られる。

## 経緯
1963年（昭和38年）に小倉市（北緯33度53分7.8秒 東経130度52分33.6秒 / 北緯33.885500度 東経130.876000度）、門司市（北緯33度56分28.4秒 東経130度57分34.3秒 / 北緯33.941222度 東経130.959528度）、戸畑市（北緯33度53分40.5秒 東経130度49分45.8秒 / 北緯33.894583度 東経130.829389度）、八幡市（北緯33度51分48.4秒 東経130度48分42.7秒 / 北緯33.863444度 東経130.811861度）、若松市（北緯33度54分17.9秒 東経130度48分40.7秒 / 北緯33.904972度 東経130.811306度）の5市が合併して北九州市が誕生した。しかし1960年代以降の石炭から石油へのエネルギーの転換による筑豊炭田閉山の影響や、八幡製鐵所などを中心とした重工業の停滞に対して、産業構造の転換が遅れていた。そのため1986年（昭和61年）当時、重工業は円高不況による構造不況業種といわれ、北九州市の経済は沈滞していた。

旧5市の人口比も合併後に変化し、人口が増加している小倉区と八幡区（両区は1974年に各々分区）に対して、門司区・戸畑区・若松区は人口が減少するという二極化が進んでいた。
| 合併前の人口比 1960年国勢調査 五市合計：986,401人 門司市：152,081人 (15.4%) 若松市：106,975人 (10.8%) 戸畑市：108,708人 (11.0%) 小倉市：286,474人 (29.0%) 八幡市：332,163人 (33.8%) | 1985年の人口比 1985年国勢調査 北九州市：1,056,402人 門司区：136,011人 (12.9%) 若松区：90,519人 (8.6%) 戸畑区：75,923人 (7.2%) 小倉北区＋小倉南区：403,385人 (38.2%) 八幡東区＋八幡西区：350,564人 (33.2%) | 直近の人口比 2025年2月1日推計人口 北九州市：905,695人 門司区：88,012人 (9.7%) 若松区：77,265人 (8.5%) 戸畑区：54,795人 (6.1%) 小倉北区＋小倉南区：382,058人 (42.2%) 八幡東区＋八幡西区：303,565人 (33.5%) |

## 目指す5つの都市像
1. 緑とウォーターフロントを生かした快適居住都市
2. 健康で生きがいを感じる福祉・文化都市
3. あすの産業をはぐくむ国際技術情報都市
4. 海にひろがるにぎわいの交流都市
5. 未来をひらくアジアの学術・研究都市

これらを基に、鉄道・空港・海運等のインフラ整備、環境重視政策、商業復興のための施設建設、大学等の教育・研究施設の誘致、高齢者や障害者等の福祉などの政策を打ち出した。

## 各計画時期後毎の実施計画

### 第一次実施計画
平成元年度 - 平成5年度（1989年 - 1994年）。ルネッサンス構想の最初の具体的実施計画。21世紀を目指した街づくりの基礎計画。
- 経済の活性化
  - 北九州テクノセンターの建設、企業誘致の用地整備など
- 交通体系の整備
  - 新・北九州空港の事業決定
  - 旧・北九州空港の定期便再開（1993年に羽田空港⇔旧・北九州空港便就航）
- 都心・副都心機能の充実、地域の核づくり
  - 小倉駅前再開発（1993年10月10日、セントシティ北九州に小倉そごうが開業）
  - 紫川マイタウン・マイリバー整備（後述）
  - 東田地区の整備 - スペースワールドの開業
  - 門司港レトロ整備事業
- イベント、コンベンションの誘致・開発
  - 北九州国際会議場のオープン
  - わっしょい百万夏まつり、北九州国際音楽祭の開催

これらを中心として、高齢者福祉、国際化、学術研究等の政策を策定した。

### 第二次実施計画
平成6年度 - 平成10年度（1994年 - 1999年）。活気に満ち、市民が実生活で豊かさを実感できる街づくり。
- 高齢化社会への対応
  - 市全体を市・区・地域ごとに分け、地域住民、団体、医師会、ボランティアと連携しながら高齢者・障害者・子供を支援。「北九州方式」と呼ばれる。
- 生活環境の整備
- 環境への配慮 - ゴミ指定袋制、ペットボトル分別収集、環境共生住宅の整備
- 地域経済活性化
  - アジア太平洋インポートマート (AIM) の建設、福祉用具研究開発センターの設置
- 将来の発展のための基礎づくり
  - 新・北九州空港の建設、北九州学術研究都市、響灘環黄海圏ハブポート構想、東九州自動車道の「北九州四大プロジェクト」の契機。北九州モノレールの小倉駅乗り入れを打ち出す。

### 第三次実施計画
平成11年度 - 平成15年度（1999年 - 2004年）。北九州市を「再生」から「浮揚」へと導き、「21世紀都市北九州―北九州新時代」を築くための指針づくり。
- 環境未来都市の創造に向けて - 資源巡回型都市づくり、市民とともに進める未来都市づくり
- 少子高齢化社会モデル都市の創造に向けて - 子育て支援体制や障害者政策の推進、地域福祉のネットワークづくり
- 教育・文化充実都市の創造に向けて - 学校教育・生涯教育の骨子、北九州芸術劇場の建設
- 産業・頭脳未来都市の創造に向けて - 大学研究機関の誘致、IT関連企業の支援、中小企業への経営環境の整備
- 交流・物流拠点都市の創造に向けて - 新・北九州空港の整備、国際ビジネスパートナー都市連携の推進
- 地域・生活充実都市の創造に向けて

第三次実施計画・改訂
平成16年度 - ・平成17年度（2004年 - 2006年）第三次実施計画を踏まえ、北九州市ルネッサンス構想の総仕上げに向けた政策づくり。

## 紫川マイタウン・マイリバー整備事業

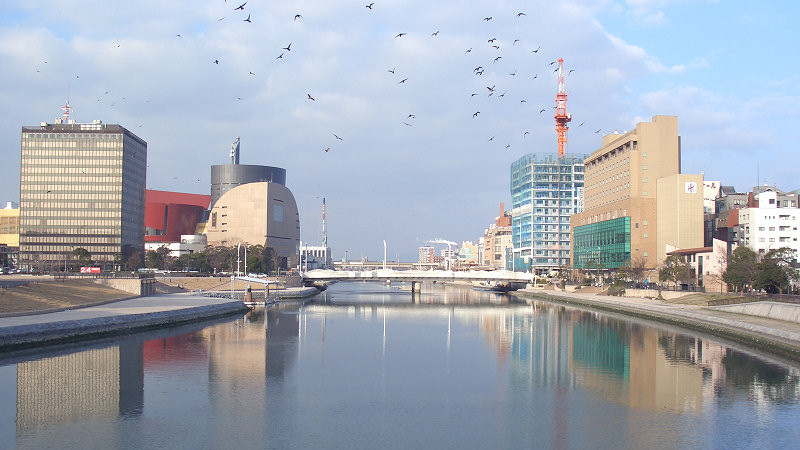
紫川。左手前は北九州市庁舎、左奥はリバーウォーク北九州。

北九州市ルネッサンス構想の事業の1つ。紫川は北九州市を流れる二級河川。1970年（昭和45年）頃までは工業排水・生活排水の流入により水質汚濁が進み、悪臭が漂う河川だった。下水道の普及と、市民や行政が一体となった浄化運動により、現在はアユやシロウオ、さらに上流ではホタルの生息が確認できるまで回復した。
1987年（昭和62年）、旧建設省が「マイタウン・マイリバー整備事業」を創設。1988年（昭和63年）に紫川が事業対象に認定。治水対策や、交通渋滞解消・歩行者の快適性向上等のため、紫川下流の橋を海、火、木、風などをテーマとして、順次架け替え新設した。
また、一部川幅の拡幅を行い、リバーウォーク北九州に近接する紫川護岸を整備し親水施設を造成した。川沿いにあった井筒屋小倉店の別館・事務館を移転し、井筒屋と北九州市によりレストラン街「紫江’s（しこうず）」と水環境館が一体となった施設を建築した。
さらに、地元出身の文豪松本清張の文学館「松本清張記念館」、小倉城庭園、リバーウォーク北九州の建設・整備を行なった。

## 問題点と課題
| 商業施設閉鎖前のコムシティ（2007年撮影） |  | 商業施設閉鎖前のコムシティ（2007年撮影） |
| 商業施設閉鎖前のコムシティ（2007年撮影） |  |                                          |

主として経済の回復と浮揚を目的とした構想であったが、計画が長期間に及んだため、1980年代後半から1990年前半にかけてのバブル景気とその後のバブル崩壊、2000年代前半までの平成不況（失われた10年）の影響を大きく受けることとなった。さらに2000年代後半以降も2008年のリーマン・ショックなどによる長期不況が続いたため（失われた20年）、計画終了後も不況などの影響を受け、当初の目論見どおりには進んでいない。
プロジェクト始動には注力したが、事業採算の見通しや事業継続の仕組み作りに問題があったことなどから、施設を運営する第三セクターの経営破綻などにより、多くの不良債権を残すことになった。
- コムシティ - 開業から1年半で商業施設の運営会社が経営破綻、現在は八幡西区役所のほか公共施設などが入る複合施設に転換。
- ひびきコンテナターミナル - 開港から2年で運営会社が破綻。

また、2大地区として小倉都心・黒崎副都心と明確に位置付けられたが、黒崎副都心計画は事業予算で大きく水をあけられ、計画が後手後手となった。黒崎そごう撤退後は、八幡西区・若松区など北九州市西部では経済が郊外型に変化して沈滞し、2018年現在も回復していない。さらに駅前偏重の都市開発という課題も出ている。
響灘環黄海圏ハブポート構想を掲げ、北九州港にひびきコンテナターミナル等を整備したが、政府の港湾政策が三大都市圏（東京港と横浜港、大阪港と神戸港、名古屋港と四日市港）を強化する方針に転換し、コンテナターミナルとしても福岡市の博多港コンテナターミナルや、同じ北九州市の太刀浦コンテナターミナル（門司区）に水をあけられた状態となっている。

## 整備・誘致された施設

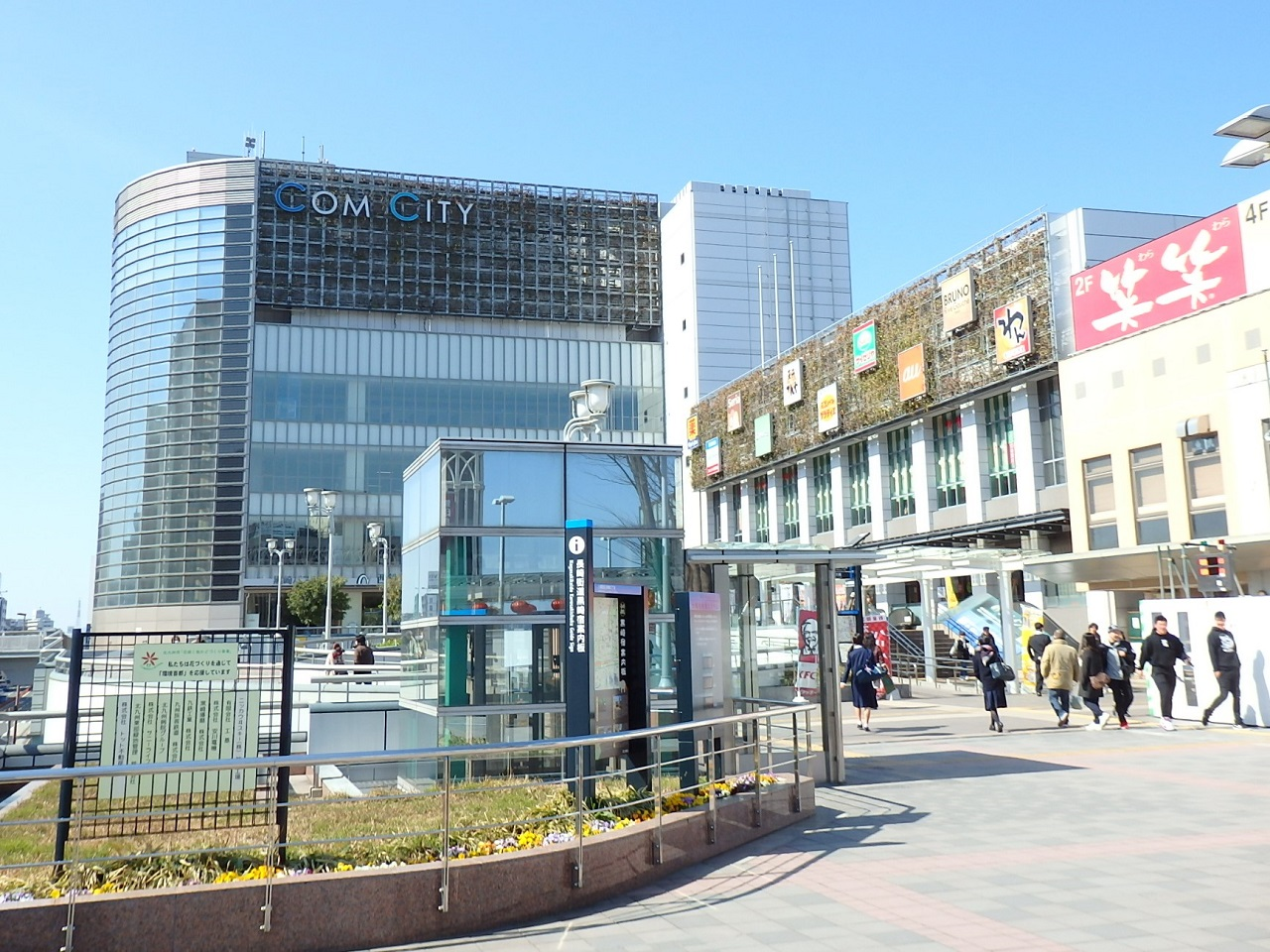
コムシティ（2017年撮影）
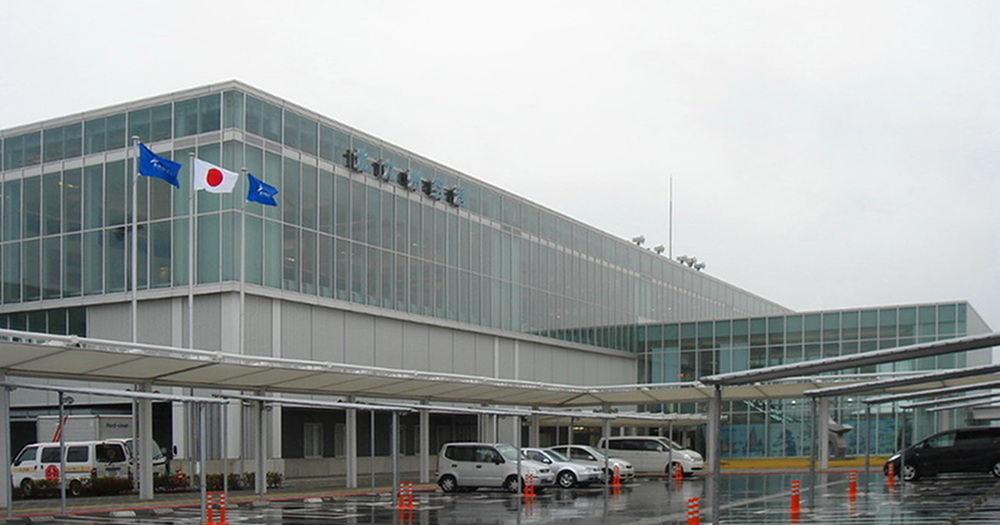
新・北九州空港
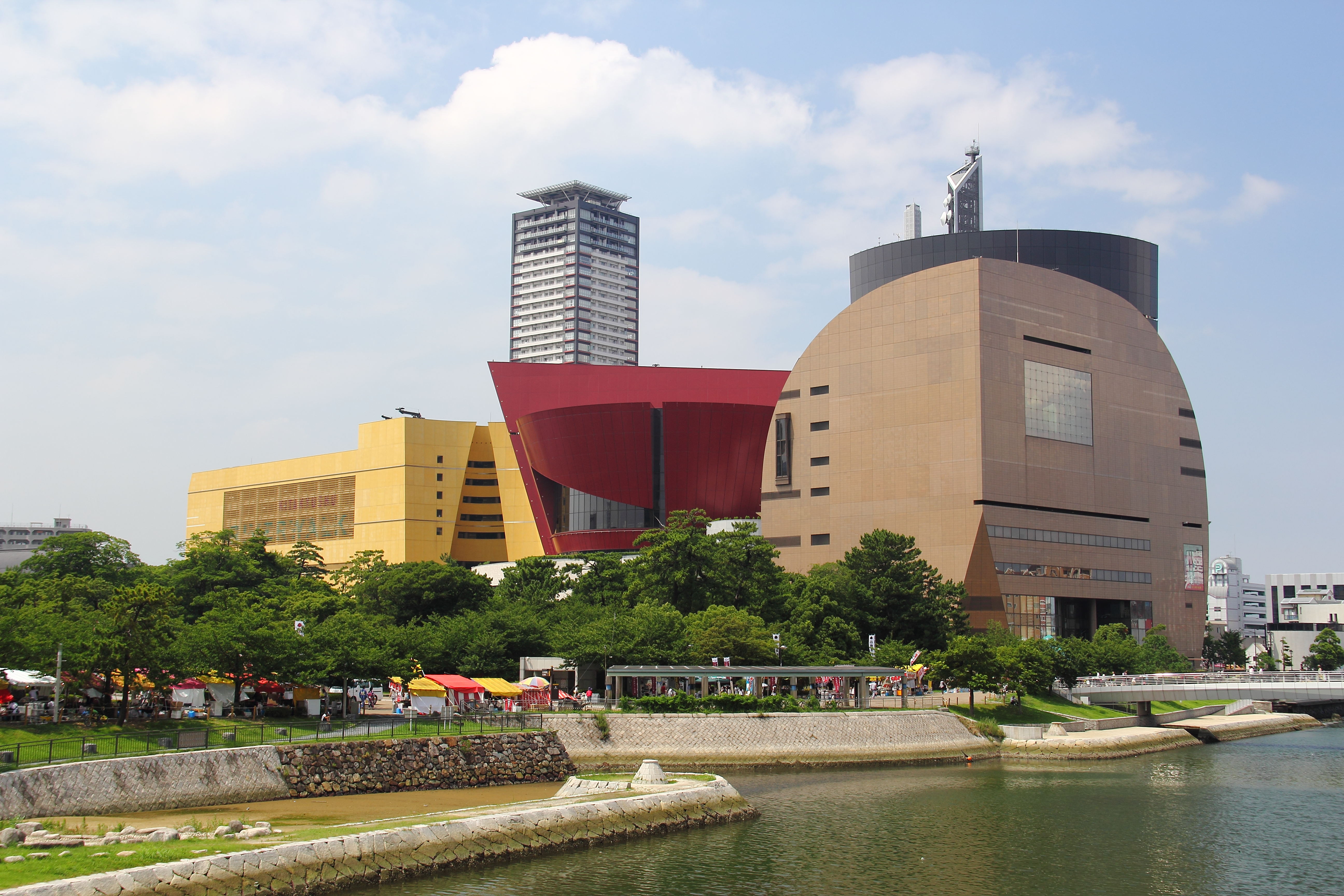
リバーウォーク北九州
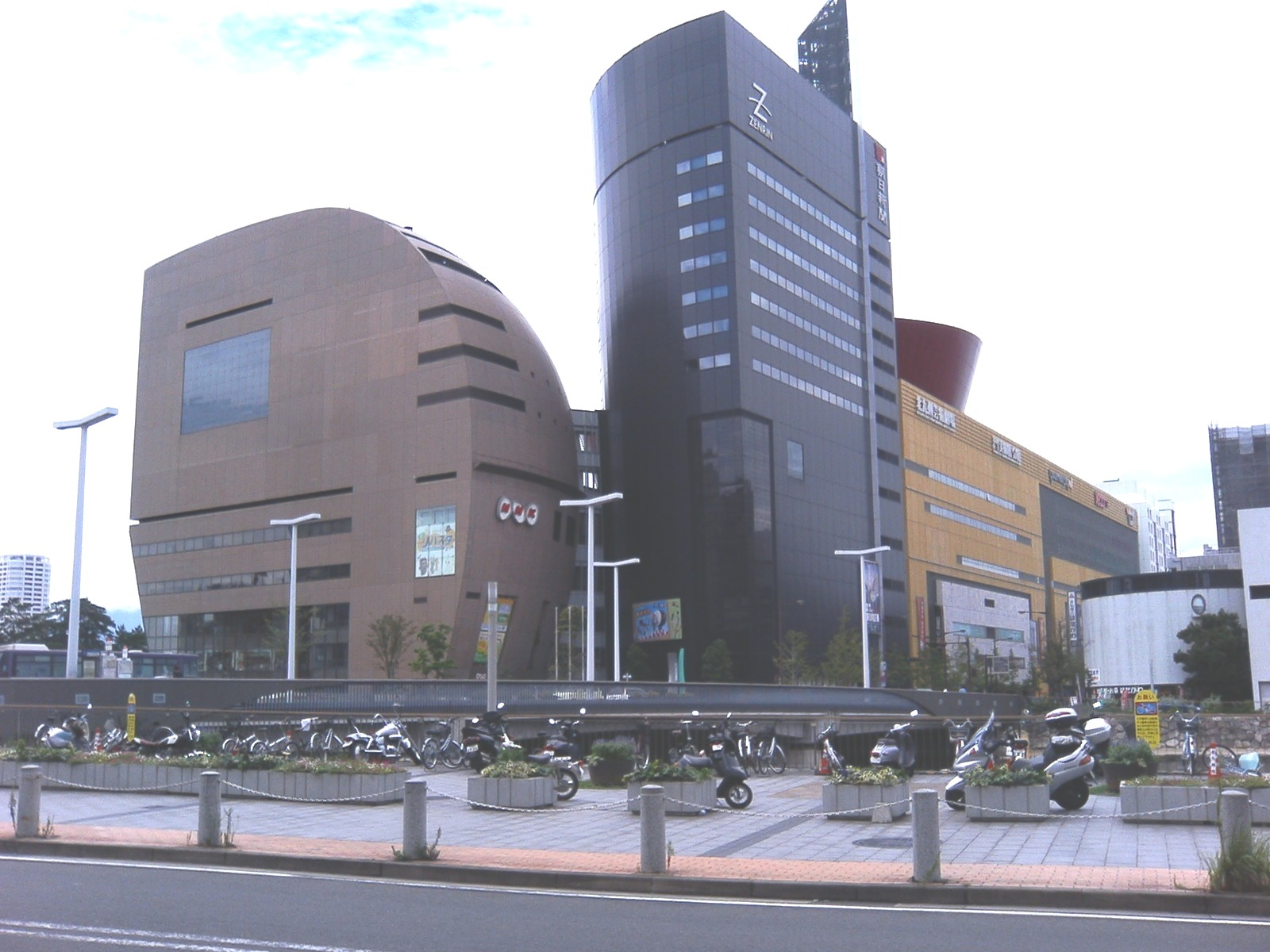
北九州芸術劇場（リバーウォーク北九州内）
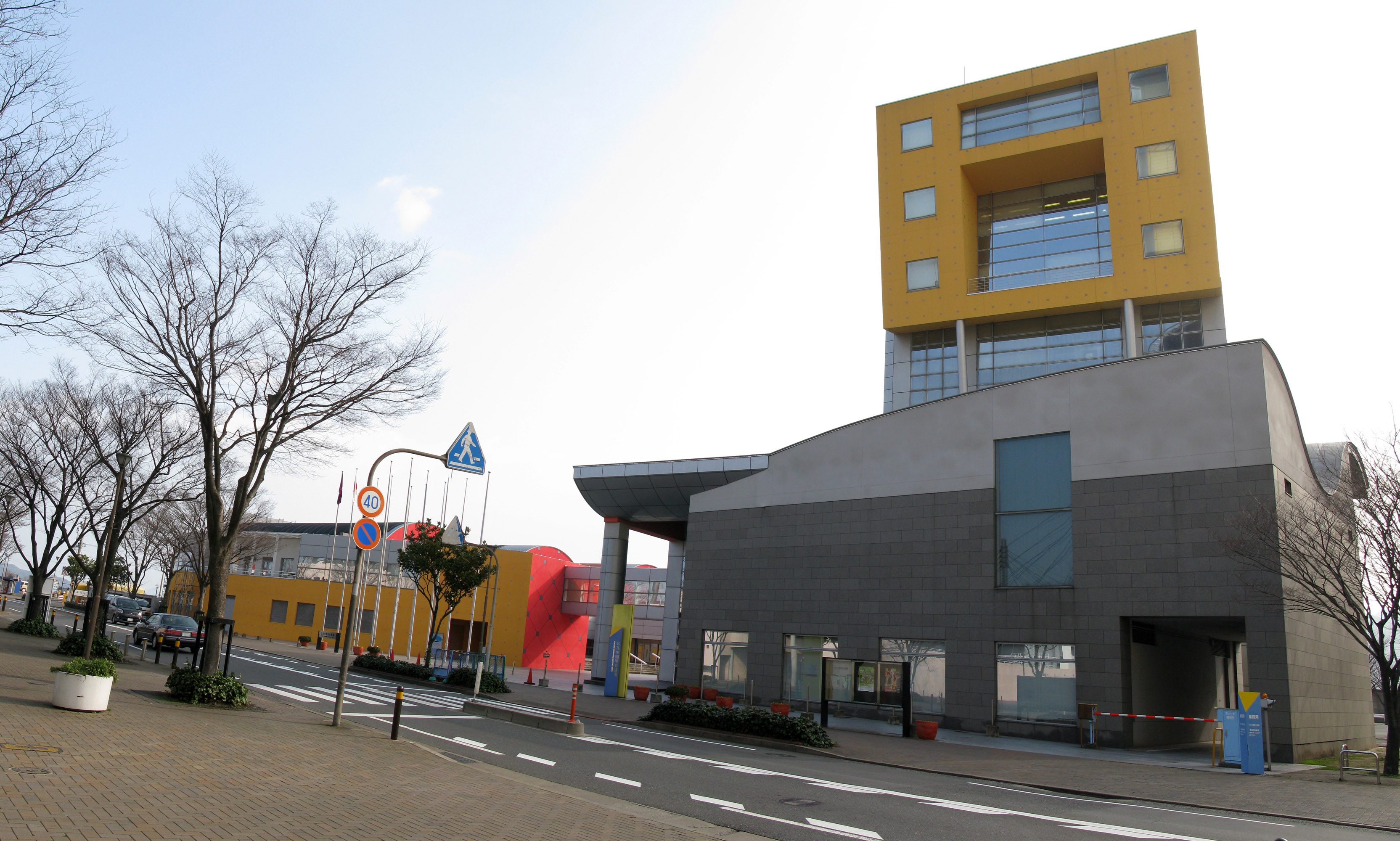
北九州国際会議場
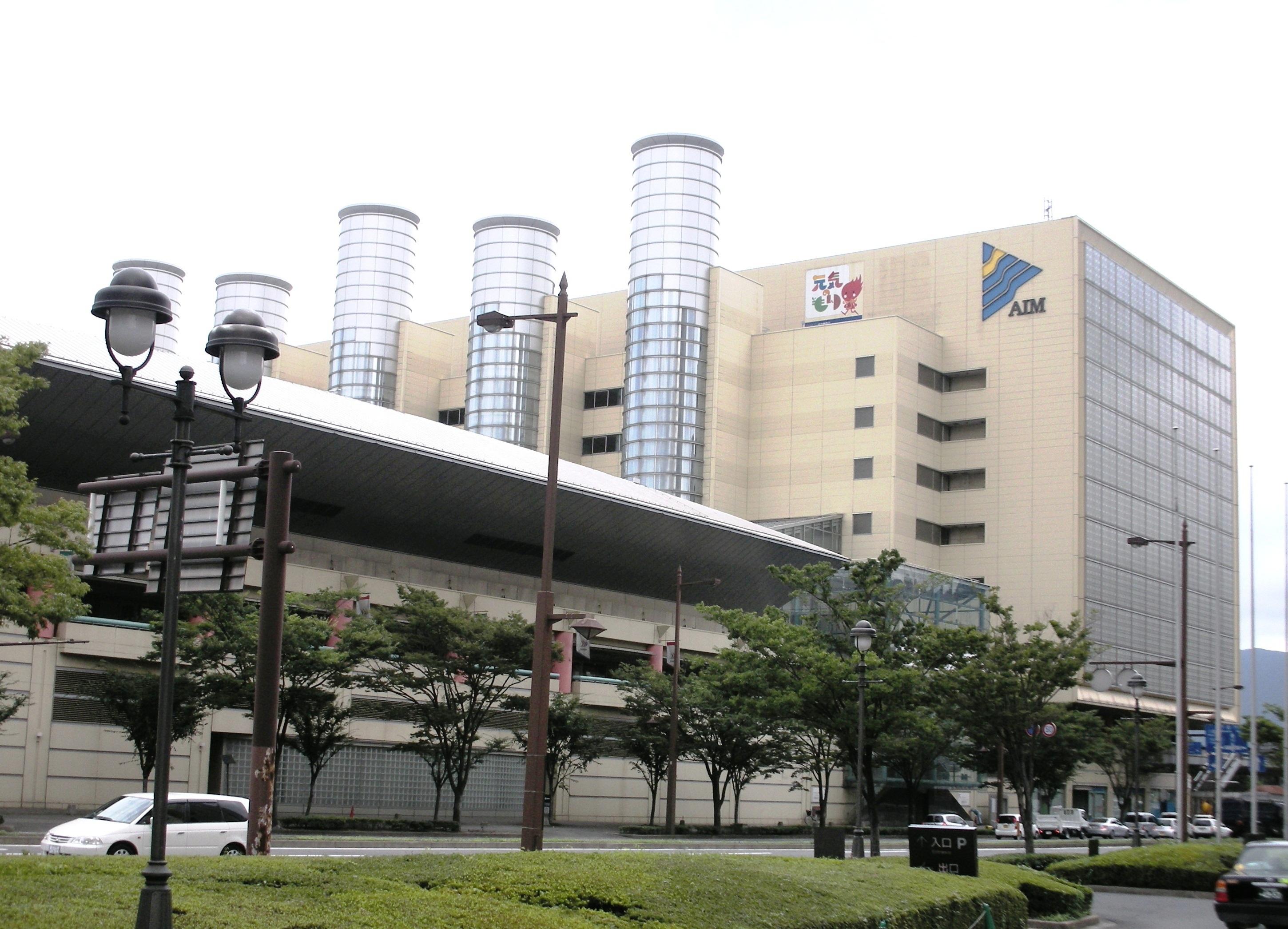
アジア太平洋インポートマート
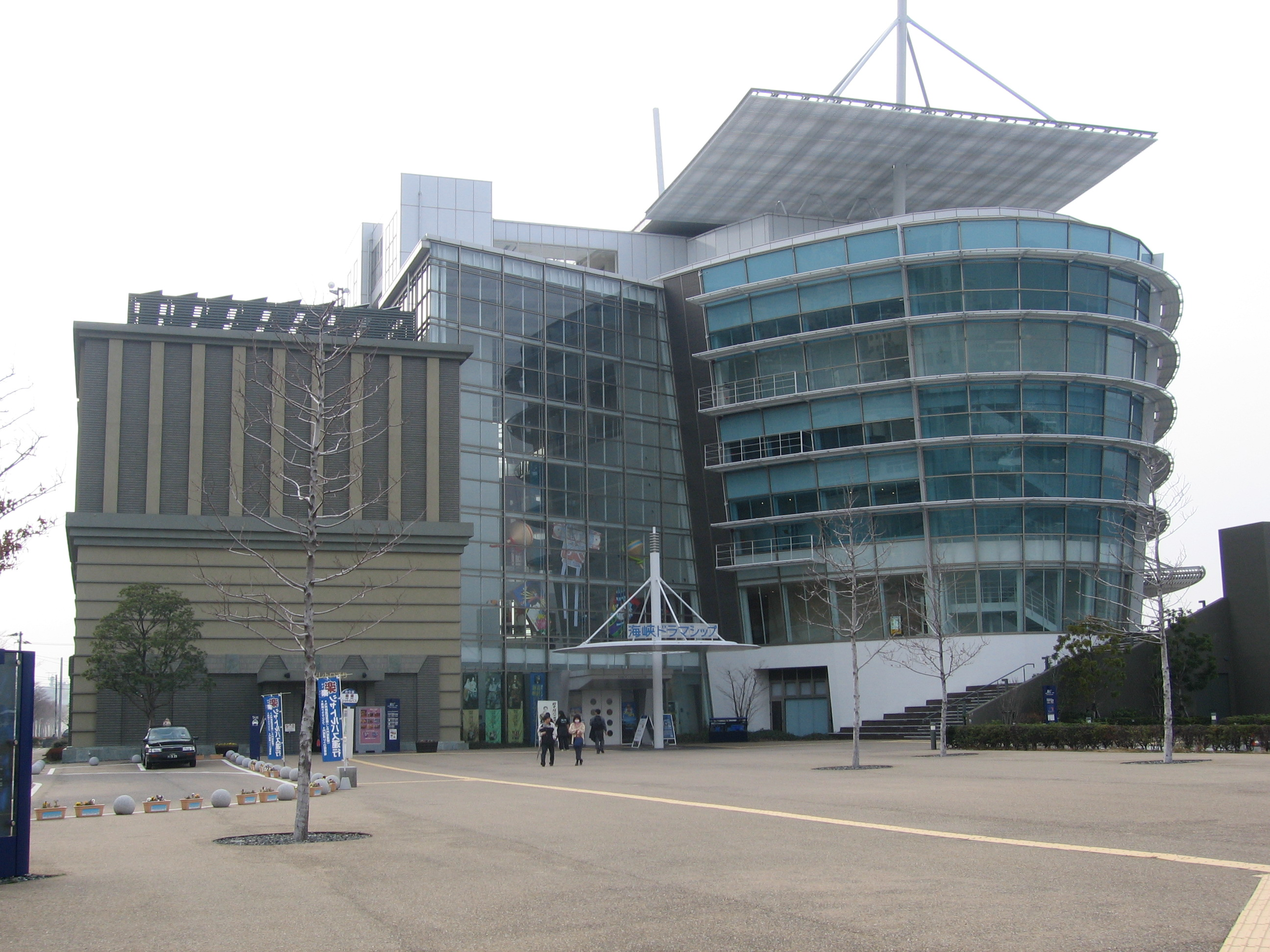
関門海峡ミュージアム（門司港レトロ）
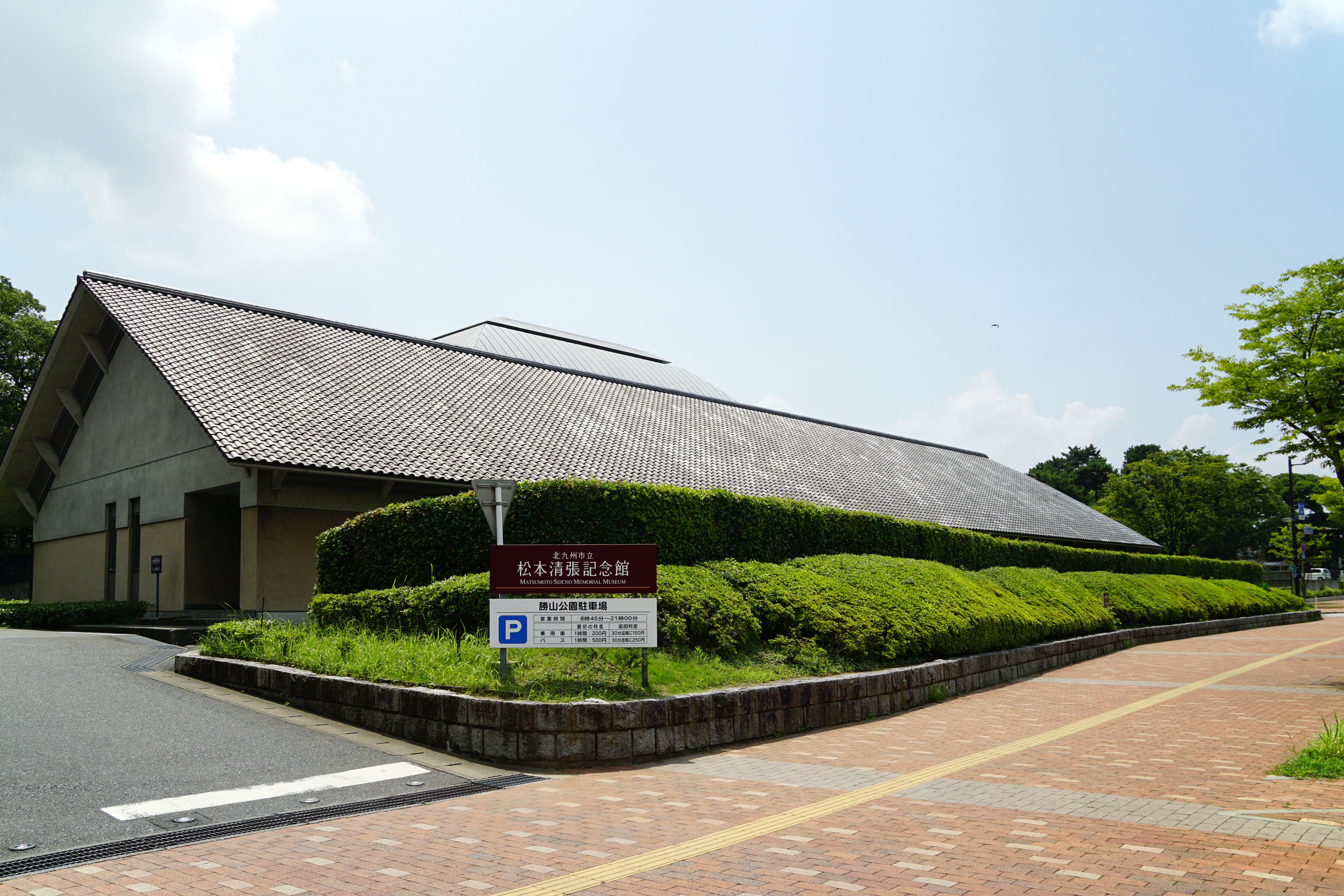
北九州市立松本清張記念館
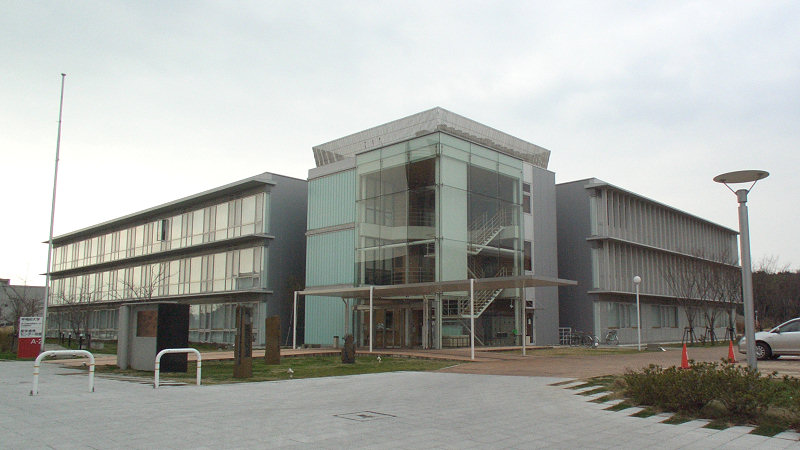
早稲田大学情報生産システム研究センター棟（北九州学術研究都市）
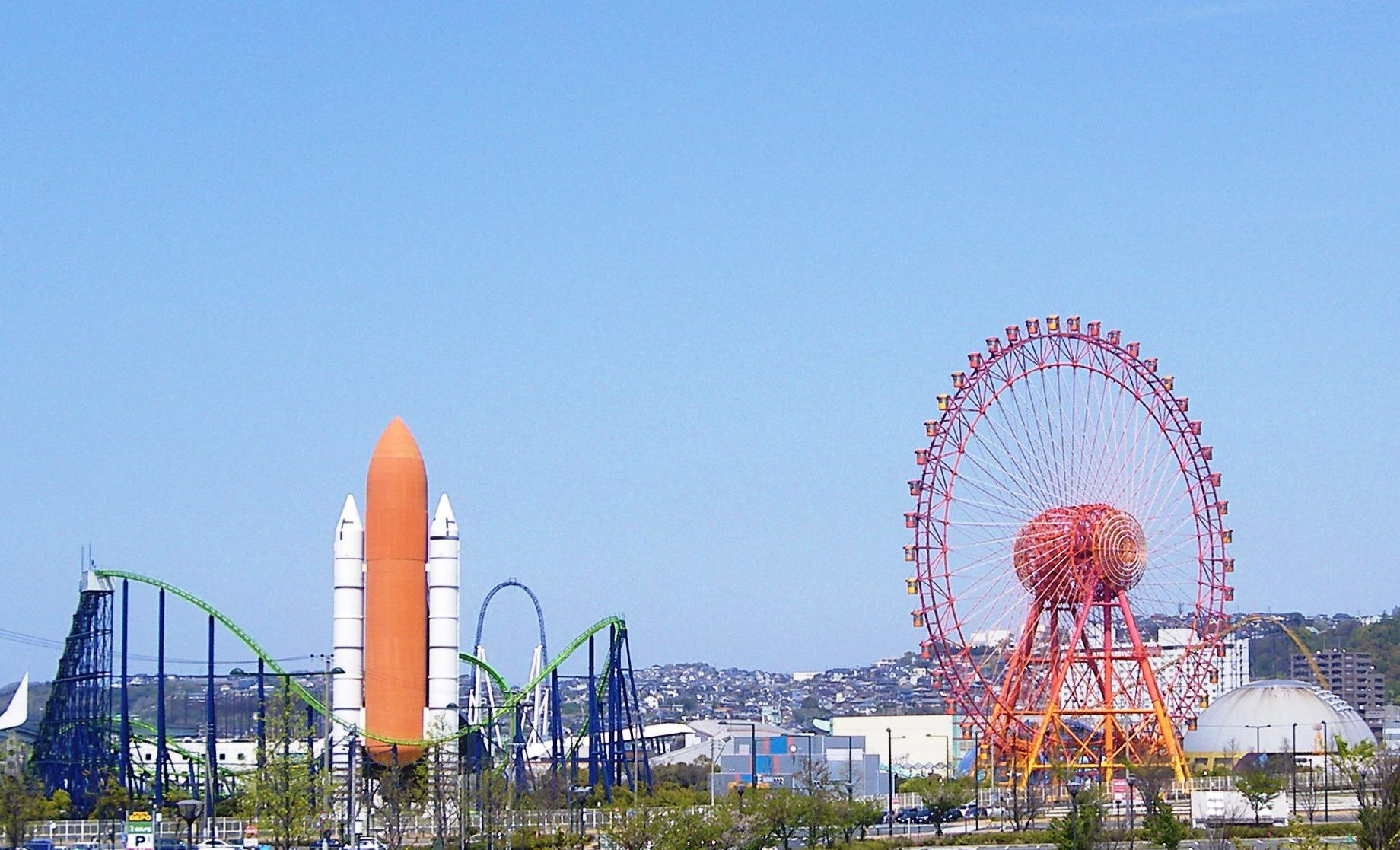
スペースワールド（2018年閉園）